# Galagoides
Galagoides A. Smith, 1833 è un genere di primati strepsirrini della famiglia dei Galagidi.

## Tassonomia
Il genere comprende le seguenti specie e sottospecie:
- Galagoides cocos (Heller, 1912) - galagone di Diani
- Galagoides demidovii  (G. Fischer, 1806) - galagone di Demidoff
- Galagoides granti (Thomas & Wroughton, 1907) - galagone di Grant
- Galagoides orinus (Lawrence & Washburn, 1936) - galagone degli Uluguru
- Galagoides rondoensis Honess, 1997 - galagone di Rondo
- Galagoides thomasi (Elliot, 1907) - galagone di Thomas
- Galagoides zanzibaricus (Matschie, 1893) - galagone nano o galagone di Zanzibar 
  - Galagoides zanzibaricus udzungwensis Honess, 1996 - galagone degli Udzungwa